# Place Ambroise-Croizat
La place Ambroise-Croizat est une voie située dans le quartier du Petit-Montrouge du 14e arrondissement de Paris.

## Situation et accès
La place Ambroise-Croizat est desservie à proximité par la ligne 4 à la station Porte d'Orléans ainsi que par la ligne 3a du tramway d'Île-de-France.

## Origine du nom
Elle porte le nom du député communiste et ancien ministre Ambroise Croizat (1901-1951), ancien habitant du 14e arrondissement (voir 79, rue Daguerre).

## Historique
La place est créée et prend sa dénomination en 2008 sur l'emprise des voies qui la bordent.